# El País (Uruguay)
El País este un ziar uruguayan, publicat pentru prima dată pe 14 septembrie 1918 și distribuit la nivel național. Anterior a aparținut aceluiași grup media ca și canalul de televiziune Teledoce. Site-ul său este pe locul 6 în Uruguay, conform Alexa. Tirajul este verificat de instituția argentiniană IVC.

## Istorie
Înființat la Montevideo, El País a fost editat inițial de Leonel Aguirre, Eduardo Rodríguez Larreta și Washington Beltrán Barbat. A început ca ziar politic dedicat Partidului Național, ulterior a devenit un ziar de interes general.
Timp de zeci de ani, El País a fost printre cele mai importante ziare scrise din Uruguay, cu un tiraj de 65.000 de exemplare zilnic, 100.000 de exemplare duminica. Ziarul se concentrează pe noutățile sociale, politice și economice ale Uruguayului, precum și pe uniunea comercială regională Mercosur.